# Alberada de Buonalbergo
Alberada de Buonalbergo fue duquesa de Apulia como primera esposa de Roberto Guiscardo, duque de Apulia (1059-1085).
Se casó con Guiscardo en 1051 o 1052, cuando era todavía un barón en Calabria. Como dote, proporcionó doscientos caballeros al mando de su sobrino Gerardo de Buonalbergo. Tuvo dos hijos con Guiscardo: una hija, Emma, madre de Tancredo, príncipe de Galilea, y un hijo, el príncipe Bohemundo I de Antioquía. En 1058, después de que el papa Nicolás II fortaleciera el derecho canónico existente contra la consanguinidad y sobre esa base, Guiscardo repudió a Alberada a favor de un matrimonio entonces más ventajoso con Sichelgaita, la hermana del príncipe Gisulfo II de Salerno. Sin embargo, la ruptura fue amistosa y Alberada no mostró mala voluntad posterior.
Estaba viva a la muerte de su hijo en marzo de 1111 y murió muy anciana, probablemente en julio de 1122 más o menos. Fue enterrada cerca del mausoleo de la familia Altavilla en la Abadía de la Santísima Trinidad de Venosa, Italia. Su tumba es la única que permanece intacta en la actualidad.